# Remoiville
Remoiville é uma comuna francesa na região administrativa de Grande Leste, no departamento de Meuse. Estende-se por uma área de 9,7 km². Em 2010 a comuna tinha 134 habitantes (densidade: 13,8 hab./km²).